# Distretto di Taoura
Il distretto di Taoura è un distretto della provincia di Souk Ahras, in Algeria.

## Comuni
Il distretto comprende 3 comuni:
- Taoura
- Drea
- Zaarouria